# Forsterygion lapillum
Forsterygion lapillum è un piccolo pesce d'acqua salata appartenente alla famiglia Tripterygiidae.

## Distribuzione e habitat
È comune in Nuova Zelanda, dove abita coste rocciose e paludi salse che si formano tra gli scogli durante la bassa marea. Frequenta solo zone ricche di vegetazione fino ad un massimo di -20 m di profondità.

## Descrizione
Il corpo è allungato, cilindrico, poco compresso ai fianchi e al ventre. Gli occhi sono grandi e sporgenti. Presenta 3 pinne dorsali, le prime due rette da raggi più grossi, l'ultima, lunga e arrotondata, retta da raggi fini. L'anale è lunga, la coda è a delta, le pinne ventrali filiformi mentre le pettorali sono ampie e robuste.
Normalmente la livrea è bianco-rosata, con una linea nera che dalla fronte, attraverso gli occhi giunge orizzontalmente fino alla radice della pinna caudale. Le pinne sono rosate, con macchie bianche, ad eccezione delle pettorali, che sono invece trasparenti. Raggiunge una lunghezza massima di 6–7 cm, per un'aspettativa di vita di 3 anni.

## Riproduzione
Il periodo dell'accoppiamento è compreso tra giugno e gennaio.

## Alimentazione
Si nutre principalmente di piccoli crostacei (anfipodi, isopodi) e policheti.